# (3132) Landgraf
(3132) Landgraf es un asteroide perteneciente al cinturón de asteroides descubierto el 29 de noviembre de 1940 por Liisi Oterma desde el observatorio de Iso-Heikkilä en Turku, Finlandia.
Está nombrado en honor de Werner Landgraf, astrofísico alemán nacido en 1959. Se eligió este asteroide porque la designación provisional (1940 WL) incluía las iniciales de su nombre y apellido.